# Jiří Neubert
Jiří Neubert (* 11. ledna 1933) byl český a československý odborář, politik Komunistické strany Československa a poslanec Sněmovny lidu Federálního shromáždění za normalizace.

## Biografie
K roku 1986 se zmiňuje profesně jako tajemník Ústřední rady odborů.
Ve volbách roku 1986 zasedl za KSČ do Sněmovny lidu. Ač české národnosti, byl zvolen za slovenský obvod (volební obvod č. 184 - Košice IV, Východoslovenský kraj). Ve Federálním shromáždění setrval do ledna 1990, kdy rezignoval v rámci procesu kooptací do Federálního shromáždění po sametové revoluci.